# Saha Airlines
Saha Airlines (persiano: هواپیمایی ساها) è una compagnia aerea iraniana con sede a Teheran che opera voli interni di linea.

## Storia
La compagnia è stata fondata nel 1990 come Saha Airlines ed è Islamic Republic of Iran Air Force. Opera servizi passeggeri nazionali utilizzando Boeing 737-300 e voli charter cargo effettuati con Boeing 747 (di proprietà dello stato) quando richiesto. Saha Airlines è stato l'ultimo operatore civile di un Boeing 707. Il 3 maggio 2013 tutte le operazioni di volo sono state sospese. Sono poi riprese nel 2017.
Nel marzo 2022, Saha Airlines ha iniziato a operare con un Boeing 747-200 versione cargo in precedenza in uso dalle forze aeree dell'Iran.

## Flotta

### Flotta attuale
A maggio 2025 la flotta di Saha Airlines è così composta:

### Flotta storica
Saha Airlines operava in precedenza con i seguenti aeromobili:

## Incidenti
- 20 aprile 2005: il volo Saha Airlines 171, un Boeing 707-320C, uscì di pista durante l'atterraggio all'aeroporto Internazionale di Teheran-Mehrabad, in Iran. Tre persone persero la vita scivolando in un fiume durante l'evacuazione.[11]
- 14 gennaio 2019: il Boeing 707 di marche EP-CPP si schiantò nei pressi della Fath Air Base, vicino a Karaj, provincia di Elburz, in Iran. 15 delle 16 persone a bordo rimasero uccise, l'unico sopravvissuto subì gravi lesioni. Seppur operante un volo per la Iran Air Force, questo esemplare era l'ultimo Boeing 707 in servizio commerciale.[12]